# Ontvoering van Freddy Heineken

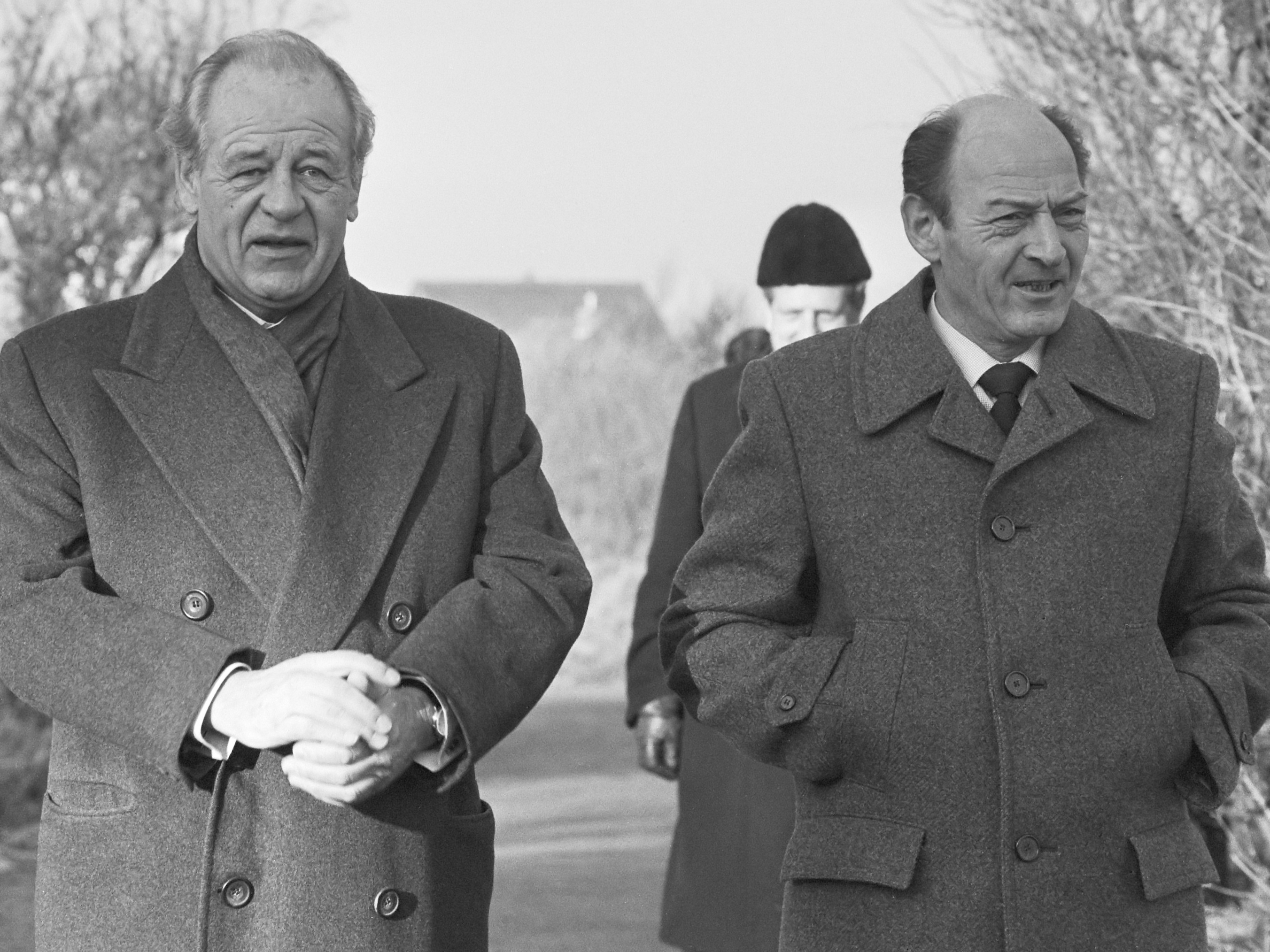
Heineken (l) en Doderer (r) (2 december 1983)

De ontvoering van Freddy Heineken, de toenmalige directeur van de Nederlandse bierbrouwerij Heineken, en zijn chauffeur Ab Doderer duurde van 9 tot 30 november 1983. Op 28 november werd 35 miljoen gulden losgeld betaald. Twee dagen later werden ze door de politie bevrijd.

## De ontvoering

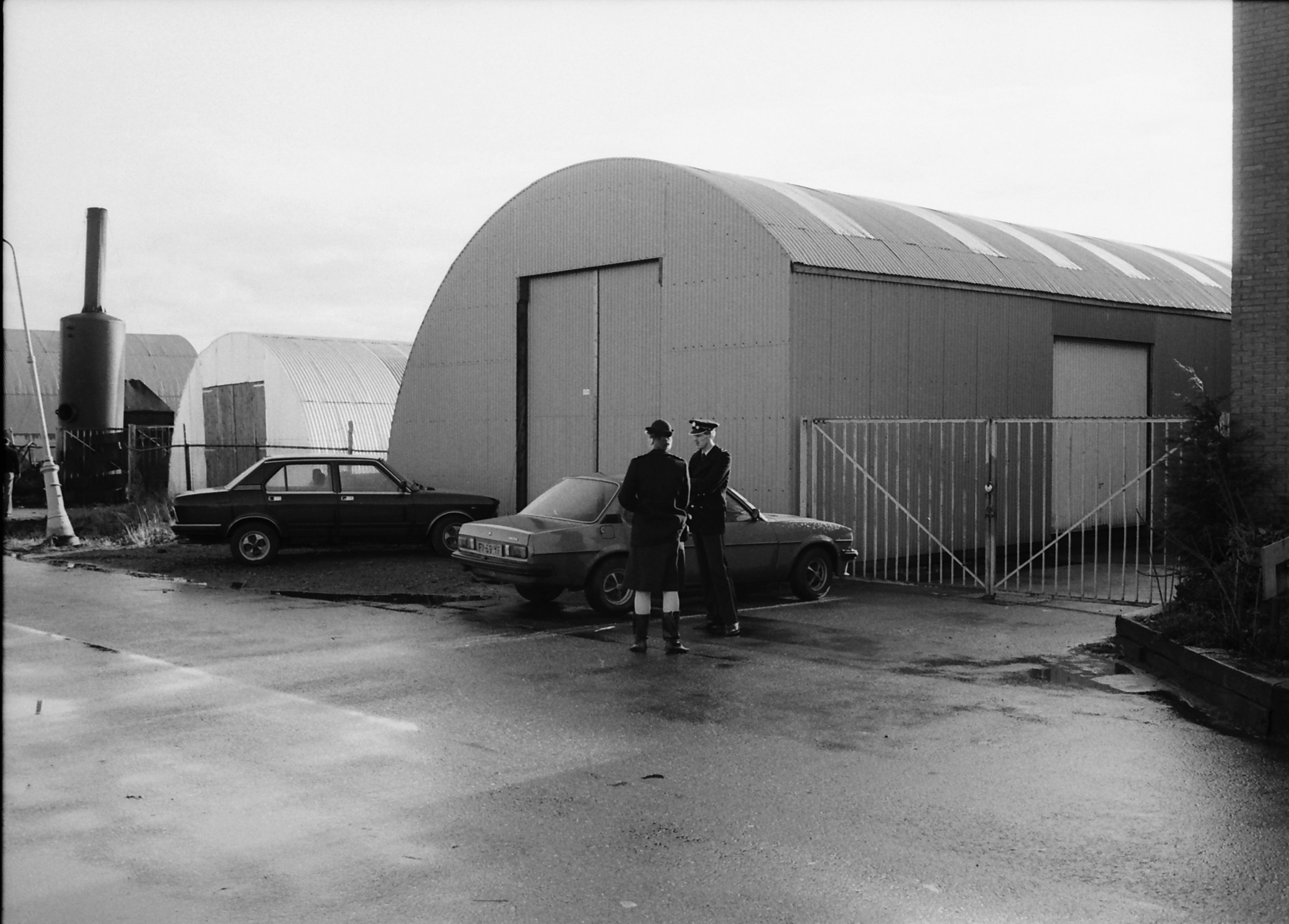
De loods waar Heineken en Doderer werden vastgehouden (30 november 1983)

De ontvoering is uitgevoerd door een misdaadbende die zichzelf onderling Epancratius noemde. Deze bestond eerst uit Jan Boellaard, Frans Meijer en Cor van Hout. Daar kwam Willem Holleeder bij, en later ook Martin Erkamps. Ze hadden in 1982 vage plannen voor een ontvoering, met als doel afpersing. Vanaf begin 1983 werden de plannen steeds concreter. Als doelwit werd Heineken gekozen. Omdat Holleeder Heinekens chauffeur Ab Doderer persoonlijk kende, bestond het risico dat deze Holleeder zou herkennen, zelfs met vermomming. Daarom werd besloten ook Doderer te ontvoeren. Dan had de bende na de gevangenneming de tijd om te weten te komen of Holleeder herkend was. Dit bleek niet het geval.
Eerst hadden ze het plan om hen bij Heinekens woning in Noordwijk te ontvoeren, maar diverse malen dat ze wilden toeslaan kwamen Heineken en Doderer niet opdagen. Vervolgens hebben ze hen op 9 november 1983 om 18.56 uur voor Heinekens kantoor (Villa Heineken) aan het Tweede Weteringplantsoen in Amsterdam ontvoerd. Heineken en Doderer werden gevangengezet in een romneyloods van Boellaards timmerfabriek op bedrijventerrein De Heining in Westpoort in het Amsterdamse westelijke havengebied. De loods was daartoe van tevoren aan één uiteinde voorzien van een dubbele wand met daarin twee geluiddichte cellen, met een verborgen deur. Hierdoor was de 42 meter lange loods van binnen 4 meter korter dan van buiten, maar dit viel niet op. De verzorging vond plaats buiten de werktijden van de werknemers die hier rondliepen.
De ontvoerders communiceerden deels met brieven, deels met door de telefoon afgespeelde bandjes die ze door Doderer, en één keer door Heineken, hadden laten inspreken, en deels met kleine krantenadvertenties met gecodeerde boodschappen. Het andere kamp moest reageren met soortgelijke advertenties, en één keer mocht het ook tijdens een telefooncontact enkele punten naar voren brengen.
De ontvoerders eisten 35 miljoen gulden in de vorm van 200.000 bankbiljetten in vier valuta, met een totaal gewicht van 400 kg, verdeeld over vijf zakken. Het geëiste bedrag was zo gekozen dat de hoeveelheid net hanteerbaar was, zonder moeilijk om te wisselen grote coupures te eisen, zoals biljetten van duizend gulden. Een auto met het losgeld, met alleen de bestuurder erin, en niet gevolgd door andere auto's, moest binnen tien minuten na een nadere telefonische instructie een lange route rijden waarbij onderweg steeds op aangegeven plaatsen een brief was verborgen met verdere instructies. Uiteindelijk moest de auto stoppen bovenaan een viaduct bij Utrecht en de zakken met geld door een afwateringsgoot naar beneden laten glijden. Op de weg onderaan het viaduct zouden de ontvoerders dan met een auto klaar staan om zo zonder gezien te worden en zonder direct gevolgd te kunnen worden het geld in ontvangst te nemen en ermee te vertrekken. Op 15 november gaven de ontvoerders de nadere telefonische instructie om met de auto met het losgeld te vertrekken, maar dit gebeurde niet, onder meer omdat moeilijk te voorkomen was dat journalisten de auto zouden volgen. Op 28 november werd een nieuw uitgezette "rally" (nu met extra telefonische instructies onderweg zodat als er weer iets mis zou gaan niet weer de rest van de route onthuld zou zijn) daadwerkelijk gereden en het geld overgedragen. Het werd in de bossen bij Zeist verborgen in vier vooraf ingegraven plastic tonnen.
Een anonieme tip, waarbij de namen van drie van de vier daders werden genoemd, leidde naar de loods waar Heineken en Doderer op 30 november door de politie werden gevonden. Ze waren nog niet door hun ontvoerders losgelaten. Volgens het boek De ontvoering van Alfred Heineken van Peter R. de Vries had Boellaard het op zich genomen om ze vrij te laten op een neutrale plaats; dat had zijn voorkeur boven direct vluchten en dan telefonisch de locatie doorgeven, want dan zou zijn betrokkenheid zijn onthuld. Zijn identiteit was nu echter toch bekend. De anonieme tipgever was echter niet Boellaard, maar een secretaresse van de Amsterdamse Fons van Beem, een aannemer die onder andere de woning van Cor van Hout opknapte.

## Arrestaties
Direct na de ontknoping werden Boellaard en Erkamps, en op verschillende adressen nog ongeveer 25 personen gearresteerd. Dit waren voornamelijk familieleden en kennissen van de hoofdverdachten, onder wie ondernemer Rob Grifhorst, die aanvankelijk als brein achter de ontvoering werd gezien, en Wim Holleeder sr., een ex-werknemer van Heineken en de vader van Willem Holleeder. De meeste arrestanten werden al snel weer vrijgelaten, zo ook Grifhorst en Holleeder sr.
Van Hout, Holleeder en Meijer wisten tijdig te vluchten. Minister van Justitie Frits Korthals Altes besloot hierop foto's en namen van de verdachten aan de media te verstrekken, wat hem op kritiek kwam te staan van PvdA-Kamerlid Aad Kosto. Meijer dook onder op verschillende adressen in Amsterdam, maar gaf zichzelf op 28 december aan.

## Verblijf van Van Hout en Holleeder in Frankrijk
Van Hout en Holleeder vluchtten naar Parijs, waar ze een appartement huurden aan de 2 rue de Penthievre in het 8e arrondissement. Op 29 februari 1984 werden ze daar door de Franse politie gearresteerd, na een gelokaliseerd telefoongesprek van Van Hout naar zijn vrouw. Hoewel ze liever in een Nederlandse dan in een Franse gevangenis zaten kozen ze er op advies van hun advocaten, onder wie Van Houts advocaat Max Moszkowicz sr., voor om niet in te stemmen met overbrenging naar Nederland. Aangezien Frankrijk en Nederland aanvankelijk geen uitleveringsverdrag hadden met betrekking tot vrijheidsberoving en afpersing, zou uitlevering namelijk alleen kunnen plaatsvinden op basis van het lichtere vergrijp "schriftelijke bedreiging met de dood", en Nederland zou dan alleen het laatste ten laste kunnen leggen. Eerst oordeelde de Chambre d'accusation, en vervolgens ook de Cour d'appel, dat de ontvoerders toch zonder deze beperkingen konden worden uitgeleverd, maar de Conseil d'État verwierp dit. Daarop trok Nederland het uitleveringsverzoek in, waardoor het de vrijheid behield om hen bij terugkomst naar Nederland, al of niet na uitlevering door een derde land, alsnog te berechten.
Omdat Frankrijk Van Hout en Holleeder niet kon uitleveren of zelf berechten, maar hen ook geen verblijfsvergunning wilde geven, werden ze vervolgens op 6 december 1985 ondergebracht in hotels met huisarrest ("hotelarrest"). Ze werden op 13 februari 1986 overgebracht naar Guadeloupe. In het vliegtuig bleek dat ze in Guadeloupe zouden moeten overstappen op een vliegtuig naar het Nederlandse deel van Sint Maarten. Ze protesteerden hiertegen, waarna ze naar Saint-Barthélemy overgebracht werden. De bevolking was echter fel tegen het daar "dumpen" van criminelen, waardoor ze daar niet veilig waren. Vervolgens werden ze naar het Franse deel van Sint-Maarten overgebracht, maar daar waren dezelfde problemen. 's Nachts moesten ze aan boord gaan van een schip dat met gedoofde lichten naar het onbewoonde eilandje Tintamarre voer (waarbij journalist Peter R. de Vries ook meeging), waar ze nog even op het schip konden slapen en daarna aan wal gaan, waar ze per helikopter werden opgehaald. Ze werden teruggebracht naar Guadeloupe, met weer dezelfde problemen. Vervolgens werden ze weer teruggehaald naar het Europese deel van Frankrijk, en kregen hotelarrest in Évry. Op grond van een nieuw uitleveringsverdrag vroeg Nederland opnieuw om uitlevering, waarna ze opnieuw in een Franse gevangenis kwamen te zitten. Het uitleveringsverzoek werd ingewilligd behalve m.b.t. "schriftelijke bedreiging met de dood", wegens de eerdere intrekking van het verzoek. Ditmaal gingen ze niet in beroep en ze werden op 31 oktober 1986 aan Nederland uitgeleverd.

## Rechtszaak

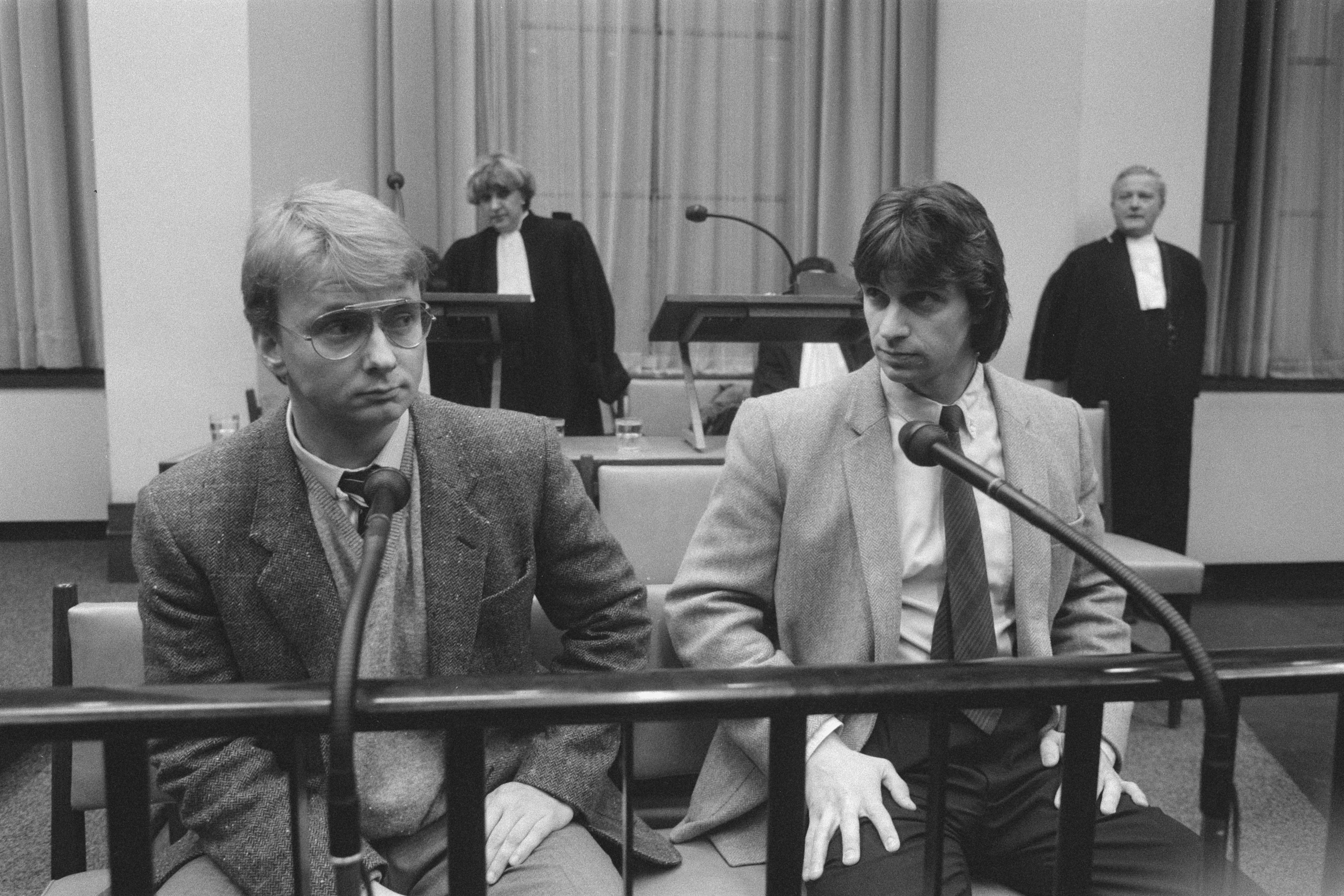
Cor van Hout (l) en Willem Holleeder (r) in 1987

Erkamps en Boellaard werden voor hun aandeel op 16 oktober 1984 veroordeeld tot respectievelijk negen en twaalf jaar cel. De zaak tegen Meijer, tegen wie een maximale straf van zestien jaar geëist was, werd in verband met een psychiatrisch onderzoek aangehouden. Op Nieuwjaarsdag 1985 ontsnapte hij uit het Pieter Baan Centrum. Op 21 maart 1985 werd hij bij verstek veroordeeld tot twaalf jaar cel. Hoewel spoorloos tekende Meijer via zijn advocaat Max Moszkowicz een hoger beroep aan, waarin hij eveneens tot twaalf jaar cel werd veroordeeld. Erkamps' straf werd in hoger beroep teruggebracht tot acht jaar. Hij kwam in maart 1989 vrij, Boellaard in december 1991.
Holleeder en Van Hout weigerden na terugkeer in Nederland enige verklaring af te leggen bij de recherche, de rechter-commissaris of de rechtbank. Ze werden op 19 februari 1987 veroordeeld tot elf jaar cel; een iets lagere straf dan Boellaard en Meijer hadden gekregen omdat "schriftelijke bedreiging met de dood" niet ten laste kon worden gelegd. Omdat zij geen beroep konden doen op de uitleveringsdetentie (artikel 27a Wetboek van strafrecht) werd de tijd van het huisarrest in Frankrijk van de straf afgetrokken. Ze besloten niet in hoger beroep te gaan. Begin januari 1992 kwamen beiden vrij. De vrijlating werd op 17 januari 1992 gevierd in het Amsterdam Marriott Hotel met een groot feest georganiseerd door de aanvankelijke medeverdachte Rob Grifhorst. Bij binnenkomst van het tweetal speelde het aanwezige orkest de reclamemelodie van Heerlijk, helder, Heineken.
In 1994 werd Frans Meijer door misdaadjournalist Peter R. de Vries in Paraguay getraceerd. Hij was daar kort na zijn ontsnapping naartoe gevlucht, was er getrouwd en had een gezin gesticht. In 1995 werd hij gearresteerd. Door een procedurefout kwam hij enkele weken later weer vrij. In 1998 werd Meijer opnieuw gearresteerd. In 2002 werd hij aan Nederland uitgeleverd. In januari 2005 kwam hij vrij, waarna hij terugkeerde naar Paraguay. In 2018 werd hij in Amsterdam neergeschoten door een motoragent bij een vluchtpoging, en begin 2019 werd hij tot drie jaar gevangenisstraf veroordeeld voor een poging een geldtransport te overvallen.

## Losgeld
Op 29 november 1983 haalden de ontvoerders vijftien miljoen gulden uit de plastic tonnen in het bos bij Zeist (het bosperceel langs de A28 tussen de afrit naar Den Dolder en het huidige zwembad Dijnselburg), 3,5 miljoen voor ieder, behalve voor Martin Erkamps die een lager aandeel kreeg. Van Hout en Holleeder, die naar Frankrijk zouden gaan, gaven volgens Van Hout elk het grootste deel van hun 3,5 miljoen in bewaring bij Meijer. De 5 tonnen met de resterende negentien miljoen gulden werden op 4 december 1983 door de politie gevonden, na de vondst van een gemerkt biljet door een wandelaarster die haar hond uitliet. Meijer zou zijn aandeel, dat hij als 'bloedgeld' beschouwde, op een strand hebben verbrand, voor hij zichzelf eind 1983 aangaf bij de Amsterdamse politie.
Van de vijftien miljoen gulden was zo'n acht miljoen gulden al bij huiszoekingen boven water gekomen. Bij de arrestatie van Van Hout en Holleeder werd nog eens een half miljoen gulden aangetroffen. Acht miljoen gulden is nooit teruggevonden. Volgens uitgelekte verklaringen van de later (in 2006) geliquideerde Thomas van der Bijl was dit grotendeels verborgen in een homopark in Parijs. "Ik heb het geld opgehaald. Het was zeven miljoen (gulden). Dat heb ik aan de Bouwvakker gegeven. Heb ik eerst bij het Grenswisselkantoor gewisseld. Daarvan zijn panden gekocht,"
Die panden waren bordelen in Alkmaar, geëxploiteerd door Van der Bijl namens Cor van Hout, en flatgebouwen in Zaandam, door Van der Bijl beheerd voor Rob Grifhorst, alias 'de Bouwvakker'.
Volgens Willem Holleeder is het losgeld echter nooit in Parijs geweest. Zijn aandeel in het losgeld, en dat Cor van Hout, zou in een bos in het Gooi begraven zijn geweest, en Holleeder zou het daar zelf hebben opgegraven toen hij even naar Nederland was gereisd in de periode dat hij met Van Hout was ondergedoken in Parijs. Vervolgens zou hij het in bewaring hebben gegeven.

## Boeken
- Gert van Beek was een van de twee operationeel leidinggevenden van het ongeveer honderd man sterke politieteam dat de ontvoering oploste. Hij schreef na zijn pensionering het boek Meneer Heineken, het is voorbij (2013)[11] Het boek vertelt het verhaal van de ontvoering vanuit het standpunt van de politie. Tijdens verschillende interviews naar aanleiding van de publicatie van het boek was Gert van Beek kritisch over Peter R. de Vries.[12]
- Peter R. de Vries schreef De ontvoering van Alfred Heineken (1987) vanuit het gezichtspunt van Cor van Hout, op basis van interviews met Van Hout en Holleeder in 1986, gedurende een periode van in totaal vier weken, tijdens hun hotelarrest in het Franse plaatsje Évry. Van Hout en Holleeder stelden daarbij als voorwaarde dat wat ze vertelden geheim zou blijven tot na het proces. Het boek verscheen na goedkeuring door Van Hout kort na het proces. In nieuwe drukken voegde De Vries hoofdstukken toe over latere ontwikkelingen.
- Tijdens de ontvoering en haar nasleep volgde weekblad Panorama de ontwikkelingen op de voet met een breed scala aan exclusieve reportages en foto's tot gevolg. Deze reportages werden in 2010 gebundeld in het boek De Heineken Ontvoering. Het boek werd samengesteld door journalist Nick Kivits en ontvoeringskenner Sjerp Jaarsma. Een tweede druk van het boek verscheen in oktober 2011 en de derde druk in december 2011.
- In 2024 verscheen het boek Het gebeurde in het westen, geschreven door George Boellaard, de jongere broer van Jan Boellaard, over de ontvoering.

## Films
- Op 27 oktober 2011 ging de speelfilm De Heineken Ontvoering in première. De hoofdrol wordt vertolkt door Rutger Hauer als Freddy Heineken.
- In 2013 verscheen bij de TROS de vierdelige serie Freddy, leven in de brouwerij met in de hoofdrol Thom Hofmann als Freddy Heineken.
- Voor de Engelstalige film Kidnapping Freddy Heineken (2015) was Peter R. de Vries consultant, maar hij kon niet verhinderen dat er afgeweken werd van de werkelijkheid.